# Фарук Бег
Фарук Бег (*1547 —1619) — індійський художник, посланець часів могольських падишахів Акбара та Джаханґіра.

## Життєпис
Походив з калмиків. Народився у 1547 році у м. Тебриз, тодішній столиці Персії. У 1548 році перебрався разом із родиною до Казвіну (внаслідок політичної ситуації). Тут отримав перші уроки з малювання. Згодом працював мініатюристом при дворі шаха Тахмаспа I. Потім переїздить до Мешхеда, де отримав підтримку у намісника Ібрагіма Мірзи Сефевіда. У 1576 році перебирається до Кабула, де правив Хакім, дядько падишаха Акбара.
У 1585 році перїздить до Аґри, де стає придворним художником Великих Моголів. Тут він виконував замовлення падишаха до 1600 року, коли його було відправлено як посланця до султана Ібрагім Аділ-шаха II, правителя Біджапура. У 1610 році художник повертається до двору Великих Моголів. Тут отримує від падишаха Джаханґіра почесний титул «Диво часу». Після цього працював у кітабхане (майстері падишаха) до самої смерті у 1619 році.

## Творчість
На ранньому етапі у мініатюрах художника помітний вплив тебризької та казвінської школи. До Акбара прибув вже зрілий майстр. Пізній період творчості характеризується створенням портретів на окремих аркушах. Загальній настрій досягається завдяки пейзажному фону — композиції з незвичайних рослин, що створюють ілюзію якоїсь позаземної безлюдності і самотності, посилюючи враження від портретів.
Фарук Бег є автором виразних портретів і сюжетних композицій. Зберігся дивовижний портрет султана Ібрагім Аділ-шаха II, що музикує. Ще більш цікава робота цього художника, виконана їм в 1615 році — автопортрет, написаний за мотивами гравюри Дюрера в інтерпретації Мартена де Воса.